# Vodní lyžování v Plzni
Vodní lyžování v Plzni se jako organizovaný sport objevilo v 60. letech 20. století a je aktivně provozováno dosud.
První záznamy o vodním lyžování pocházejí z USA, kdy v roce 1925 Fred Waller z Huntingtonu, stát New York zkonstruoval a patentoval vodní lyže. V Evropě pocházejí první záznamy z Francie z roku 1929. První zkušenosti s vodním lyžováním byly učiněny roku 1955 u Vranova nad Dyjí, kdy žáci sportovního kroužku jezdili na dlouhých lyžích za malým parníkem. Počátkem šedesátých let 20. století dovezl pracovník Pragoexportu Jaroslav Malík ze služební cesty z Austrálie první vzorky vodních lyží a ve Vraném nad Vltavou začali první nadšenci lyžovat. V roce 1963 byla při Svazu vodního motorismu ÚV ČSTV vytvořena komise vodního lyžování. V roce 1967 bylo zaregistrováno na území tehdejší ČSSR 42 oddílů s 1840 členy.
V roce 1963 se 6 členů plzeňského lyžařského oddílu TJ Žižka seznámilo s vodním lyžováním v Týně nad Vltavou. Ti se rozhodli ustavit samostatný oddíl vodního lyžování v Plzni, což se stalo 26. listopadu 1965 při TJ Žižka Plzeň. Zakládajících členů oddílu bylo 11. Protože oddíl vznikl bez jakéhokoli technického vybavení a zázemí, začali členové platit měsíční oddílové příspěvky ve výši 50 Kčs. Oddíl získal pozemek pro stavbu loděnice na Hracholuské přehradě a svépomocná stavba loděnice byla zahájena 1. května 1964. Členové také svépomocí postavili motorový člun s motorem Škoda 1200 ccm, který byl spuštěn na vodu v létě 1965. V následujícím roce začala loděnice sloužit svému účelu. V roce 1967 se dva členové oddílu zúčastnili prvních dvou závodů.
Po zániku TJ Žižka začátkem roku 1969 přešel oddíl do TJ Slavoj MP Plzeň, kde našel lepší podmínky i větší porozumění pro rozvoj tohoto sportu. V rámci této tělovýchovné jednoty působí oddíl dodnes, v roce 2019 měl 32 členů, je členem Českého svazu vodního lyžování. Plavební dráha TJ Slavoj Plzeň je jediným místem, kde je možné provozovat vodní lyžování na nádrži Hracholusky.
První veřejný závod uspořádal oddíl v roce 1972 a od té doby nepřetržitě pořádá závody každý rok až do současnosti. V roce 1974 uspořádal oddíl Přebor ČSR, v roce 1976 Federální mistrovství a v roce 1979 Mezinárodní závod ČSSR - Bělorusko. V roce 2010 oddíl pořádal Český pohár ve vodním lyžování juniorů.